# Black Arrow (seriado)

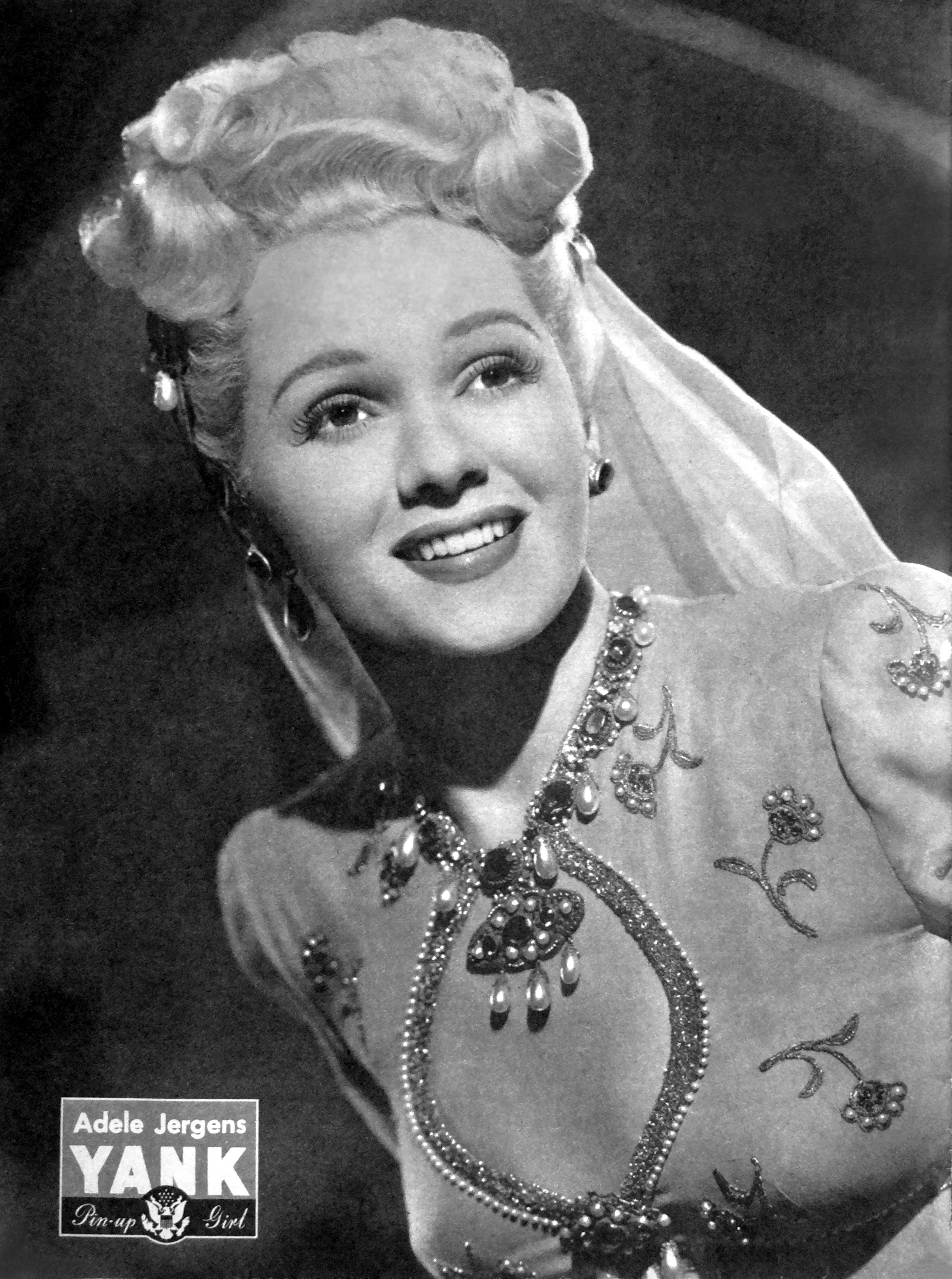
Adle Jergens, atriz do seriado.

Black Arrow é um seriado estadunidense de 1944, gênero Western, dirigido por B. Reeves Eason e Lew Landers, em 15 capítulos, estrelado por Robert Scott e Adele Jergens. Foi produzido e distribuído pela Columbia Pictures, e veiculou nos cinemas estadunidenses a partir de 20 de outubro de 1944.
Foi o 24º entre os 57 seriados produzidos pela Columbia Pictures.

## Sinopse
Buck Sherman e Jake Jackson, um par de foras-da lei, entram ilegalmente em uma Reserva Navajo em busca de ouro e acabam matando Aranho, o chefe dos Navajos. Black Arrow, que se presume ser filho de Aranho, recusa-se a matar o agente Tom Whitney, em vingança, conforme exigido pela lei dos Navajo. Então, ele é conduzido para fora da reserva pela sua relutância em matar Whitney e decide juntar forças com Pancho, Mary Brent e o agente, indo em busca dos homens que mataram o chefe.

## Elenco
- Robert Scott … Black Arrow
- Adele Jergens … Mary Brent
- Robert Williams … Buck Sherman
- Kenneth MacDonal … Jake Jackson
- Charles B. Middleton … Tom Whitney
- Martin Garralaga … Pancho
- George J. Lewis … Snake-That-Walks
- I. Stanford Jolley … Tobis Becker
- Bud Osborne … Fred
- Stanley Price … Wade
- Eddie Parker … Hank
- Ted Mapes … Hank
- Dan White … Paul Brent
- Chief Thundercloud … pajé da tribo

Neste seriado, Robert Scott estrelou como Black Arrow. Foi seu primeiro e único papel principal em um filme. Mais tarde mudou seu nome para Mark Roberts e atuou como o repórter Hildy Johnson na série de televisão The Front Page entre 1949-1950.

## Capítulos
1. The City of Gold
2. Signal of Fear
3. The Seal of Doom
4. Terror of the Badlands
5. The Secret of the Vault
6. Appointment with Death
7. The Chamber of Horror
8. The Vanishing Dagger
9. Escape from Death
10. The Gold Cache
11. The Curse of the Killer
12. Test by Torture
13. The Sign of Evil
14. An Indian's Revenge
15. Black Arrow Triumphs